# Admiral T
Pour les articles homonymes, voir Campbell.
Admiral T, de son vrai nom Christy Campbell, né le 29 mars 1981 aux Abymes en Guadeloupe, est un auteur-compositeur-interprète, rappeur, producteur, disc jockey et acteur français. Admiral T publie son premier album, Mozaïk Kréyòl, le 13 juillet 2003 sur le label Don's Music. Il suit le 15 mai 2006 d'un deuxième album, Toucher l'horizon, qui contient notamment des featurings de Kassav', Diam's, Rohff et le groupe jamaïcain TOK. L'album fait son entrée à la 9e place du classement des meilleures ventes de CD en France.
En 2010, Admiral T publie son troisième album, Instinct Admiral. En juin 2012, il publie son quatrième album Face B. En octobre 2014, il publie son cinquième album intitulé #iamcc dans lequel des extraits de ses anciens titres. En avril 2017, il publie son sixième album, Totem. En octobre 2019 il sort ses deux albums Mozaika et Caribbean Monster. En 2021, il sort son neuvième album 40 degrés.

## Biographie

### Jeunesse et débuts
Christy Campbell est né en Guadeloupe en 1981 d'une mère marie-galantaise et d'un père dominiquais,. Il grandit avec ses six frères et ses trois sœurs dans le quartier de Boissard à Pointe-à-Pitre. À l'époque, les habitations du bidonville ne disposent pas de l'eau courante. Il découvre les sound systems et la culture reggae-dancehall avec son grand frère DJ Jay'wee, Mc/Selecta au sein du groupe Arawak Sound System, et devient disc jockey alors qu'il est seulement âgé de 12 ans. Il est scolarisé au lycée du Jardin d'essai et obtient un bac S.
Admiral T rencontre Teddy et Jimmy du Karukera Sound System, collectif rassemblant DJs et chanteurs qu'il intègre en 1997. Ils s'associent avec le producteur martiniquais Don Miguel, en raison du désintéressement des producteurs guadeloupéens préférant s'investir dans le zouk. En 1998, Admiral T enregistre son premier titre, Rapide, sur le premier album du collectif, intitulé 1848, et se fait remarquer avec un clip alors qu'il n'a que seize ans. L'année suivante, il publie Special Request avec ce projet. Des morceaux comme My Sound avec Féfé Typical, Pas comme les autres avec Saël, Rendez-vous avec Kurtis et So Strong vont accroître sa notoriété. Il est découvert en Métropole par un featuring avec Manu Key de la Mafia K'1 Fry ainsi que Tiwony sur le morceau Gwada Style en 2001. Il publie ensuite le single Gwadada début 2002, décrivant la vie quotidienne et le malaise social en Guadeloupe, titre qui sera remixé avec le groupe de gwo ka Akiyo.

### Mozaïk Kréyòl(2003–2005)
Admiral T publie son premier album intitulé Mozaïk Kréyòl le 13 juillet 2003 sur le label Don's Music. Il s'inspire de sa culture guadeloupéenne et du reggae à l'image du titre Rèv An Mwen. Invité par le footballeur Lilian Thuram, il interprète ce morceau sur le plateau de Michel Drucker à Vivement dimanche sur France 2 le 7 mars 2004. L'album contient aussi des titres tels que le duo avec Square One, le fast style de Débrouya ou encore Stupid Clash qui fustige le clash entre Lord Kossity et Jacky Brown des Nèg'Marrons. Au Garance Reggae Festival 2004 à Bercy, il attire l'attention sur lui en volant la vedette à Sean Paul lors de son avant-première.
Il est par la suite signé chez Universal Music AZ qui était d'ailleurs présent ce soir là. Il ressort son album le 15 septembre 2004, avec cinq titres inédits à savoir les featurings de Pearl, Saïk, Rohff, Wyclef Jean et Lynnsha ainsi que d'un remix de Gwadada. Lors de la promotion de son album au Virgin Megastore le 24 novembre 2004, une foule inattendue s'invite à l'évènement obligeant l'évacuation du magasin bondé. L'album est certifié Disque d'argent avec plus de 50 000 exemplaires vendus et est récompensé par un Prix SACEM Guadeloupe en 2005. Il continue parallèlement dans l'underground avec des titres comme Burn Pédophile et Bon Dyé Sel.

### Toucher l'horizon(2006–2009)

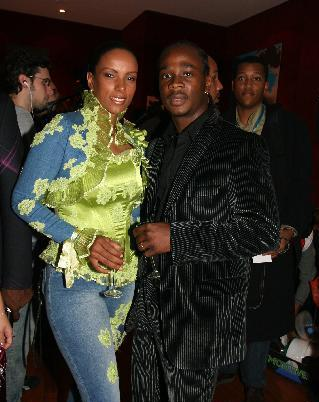
Admiral T et sa femme Jessica à la cérémonie des Césaire de la Musique le 23 octobre 2006.

Le 15 mai 2006, Admiral T publie son deuxième album Toucher l'horizon, qui contient des featurings de Kassav', Diam's, Rohff et le groupe jamaïcain TOK. L'album fait son entrée à la 9e place du classement des meilleures ventes de CD en France. Après une tournée dans tout le pays avec son collectif My Band, son concert du 24 mai 2006 le projette pour la première fois sur les planches de l'Olympia devant 2 500 spectateurs. Les profits obtenus ont en partie été reversé à une association de soutien aux autistes dont il est le parrain. Le 10 juin 2006, il est à Bercy aux côtés du meilleur de la scène caribéenne lors du Grand Méchant Zouk. Il apparaît ensuite sur l’album du jazzman Jacques Schwarz-Bart avec un mélange de musique surprenant. Le toaster continue également à poser sur les albums du Karukera Sound System et les mixtapes d'Arawak Sound System avec notamment un duo avec Dominik Coco pour Douvan Nou Kay et l'interprétation en solo de Ti Moun Ghetto.
Le 23 octobre 2006, Admiral T reçoit le Césaire de la musique de l'artiste révélation de l'année au Casino de Paris et un sondage du bureau d’études ESTIMA le désigne comme personnalité de l'année 2006 en Guadeloupe devant Lilian Thuram. Il reçoit également le Prix SACEM Guadeloupe 2007 du Meilleur interprète masculin et a été choisi pour être le parrain du grand salon Boucles d'ébène en juin 2007. À la demande de ses admirateurs, il entame le 26 octobre 2007 Fos À Péyi La Tour, titre de sa chanson avec Kassav'. La tournée se fait aux quatre coins de l'hexagone et s'achève dans les Caraïbes en passant par Londres. Lors de son concert au Bataclan le 3 novembre 2007, il présente sa marque de vêtements WOK LINE. Il enchaine ensuite un show animé de reggae, dancehall, hip-hop, gwo ka, zouk, salsa et soca avec de nombreux invités (Diam's, Nèg'Marrons, Kassav', Medhy Custos, Saïk, D.Daly, DJ Mike One…).
Le 18 décembre 2007, il remporte le Skyrock Music Awards du meilleur artiste métissé de l'année. Le 19 février 2008, Harry Roselmack lui remet le trophée de l'Année du hip-hop dans la catégorie «meilleur artiste ragga-dancehall» lors d'une cérémonie à l'Olympia. Le 6 juin il anime le Caribana Festival 2008 en Suisse ; le 27, il revient au Zénith de Paris pour le Garance Reggae Festival 2008 aux côtés de Ziggi, les Neg'Marrons et Tiken Jah Fakoly. Il fait ensuite une nouvelle tournée en Afrique et aux Antilles de septembre à décembre 2008 qui s'achève lors du Gwadloup' Festival. Le 12 décembre 2008, Admiral T apparaît sur France 3 lors d'un reportage de Thalassa tourné en Guadeloupe. Il participe à la bande originale du film sur Jacques Mesrine aux côtés de la crème du rap français dans un duo avec Akhenaton. L'acteur Vincent Cassel faisait d'ailleurs partie des figurants du clip Fos À Péyi La tout comme le poète Aimé Césaire ou encore le boxeur Jean-Marc Mormeck. Parallèlement, il produit sous son label Mozaïk Kréyòl (MK) le street album Sweety Gyal de l'étoile montante du reggae-dancehall, Wyckyd J.

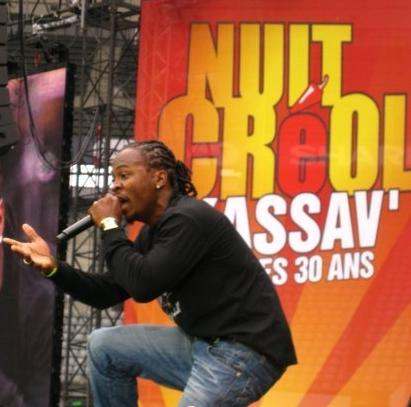
Admiral T en concert à la Nuit Créole au Stade de France le 16 mai 2009.

Artiste engagé, Admiral T tient un discours devant le palais de la Municipalité le 18 février 2009 quant à la grève générale en Guadeloupe. Il soutient la cause du LKP tout en appelant les jeunes au calme après les violences et la mort d'un syndicaliste. Il enregistre un morceau intitulé Pété Chènn La appelant le peuple guadeloupéen à se prendre en main. Admiral T continue les scènes locales et se produit à Bordeaux en mars 2009 à l'occasion du carnaval antillais lui permettant de rester proche de son premier public malgré son succès. Il effectue un featuring sur l'album de Kery James, né lui aussi en Guadeloupe, intitulé Promis À La Victoire. Le 16 mai 2009, il assure la première partie du concert de Kassav' à la Nuit Créole devant 65 000 spectateurs au Stade de France. Il se produit sur la scène internationale au Festival Banlieue Rythme au Sénégal à Dakar le 2 et 3 mai 2009, au Summerjam en Allemagne à Cologne le 5 juillet 2009 et au World Creole Festival (en) au Royaume-Uni à Londres le 27 septembre 2009. En 2009, il a sorti la chanson Priyé bondie avec le mauricien Vincent laretif connu sous le nom de Cœur D'ange.

### Instinct Admiral(2010-2012)
Admiral T publie son troisième album le 19 avril 2010, Instinct Admiral, qui contient des featurings de Patrick Saint-Éloi, La Fouine, Médine, Busy Signal, Machel Montano, Young Chang MC, Lieutenant, Fanny J et Awa Imani. Il prépare un prochain film de Jean-Claude Flamand Barny, Le mur du silence. L'album Instinct Admiral entre en 15e position du Top Albums France pendant une semaine.

### Face B(2012-2014)
Le 25 juin 2012, Admiral T publie l'album Face B. Le premier extrait est Gangsta, un titre qui dénonce la violence chez les jeunes en Guadeloupe. Le deuxième extrait est une collaboration avec Saïk, Young Chang Mc et J-Mi Sissoko intitulée Trop Real. Face B se classe en 36e position du Top Albums France pendant une semaine.

### I am Christy Campbell(2014-2017)
Le 17 novembre 2014, Admiral T publie son quatrième album studio intitulé #iamcc. Cet album constitue une évolution musicale majeure dans la carrière de l'artiste puisqu'il délaisse quelque peu le style reggae-dancehall au profit des musiques traditionnelles guadeloupéennes, le zouk et le gwoka. L'album contient une reprise de la chanson Zombi maré mwen de Germain Calixte dit Chaben, chanteur de gwoka très respecté en Guadeloupe. Le 21 novembre 2014, Admiral T et son épouse sont invités au premier dîner annuel du CReFOM, en présence du Président de la République François Hollande, du président de l'Assemblée, Claude Bartolone, et du président du Sénat, Gérard Larcher.
En mars 2016, Admiral T et Daddy Yod se réunissent sur le titre Stoppons la violence, qui fera l'objet d'un clip en août 2016. Cette même année, il donne son point de vue sur la question de la violence en Guadeloupe dans le documentaire Karukera réalisé par Mark-Alexandre Montout. Le 7 janvier 2017, il publie sur son compte Instagram une photo de lui au côté de Chris Brown (condamné à plusieurs reprises pour des faits de violence conjugale) dans un studio d'enregistrement à New-York. Dans une interview donnée au magazine Roots le 17 mars 2017, il affirmera avoir passé un peu plus d'une heure en studio avec lui, et avoir fait un freestyle. Le 7 avril 2017, au cours de l'émission de Good Morning Cefran sur la station Mouv', Admiral T prétend avoir refusé à Rihanna une demande de featuring en 2002. Il affirme en revanche qu'il ne pourrait pas refuser une telle proposition si elle lui était faite  à nouveau.

### Totem(2017-2019)
Le 14 avril 2017, il devient le deuxième artiste antillais à se produire en solo à l'AccorHotels Arena après Kery James. Il offre aux spectateurs son cinquième album studio, Totem. Le 7 mai 2017, il apparaît dans le documentaire La Révolution dancehall, diffusé sur France Ô.

### MozaikaetCaribbean Monster(2019-2021)
En octobre 2019, Admiral T sort deux albums, Mozaïka et Caribbean Monster. L'album Mozaika est ludo-éducatif et permet des échanges avec les enfants durant leur scolarisation tandis que l'album Caribbean Monster est plus urbain où on trouve certains featurings avec Princess Lover (d) , Saik, Demarco, Sizzla. Dans l'album Mozaïka, il reprend notamment Baimbridge Cho de Guy Konkèt et revisite le traditionnel Elwa.

### 40 degrés(depuis 2021)
Album de 40 titres variés en passant du zouk de la danceall et reggae font partie de cet album. Plusieurs featurings avec Rachel Allison , nesly,saik etc et plein d’autres.

## Autres activités
Admiral T tient le premier rôle du film Nèg Maron, réalisé par Jean-Claude Flamand Barny et sorti en janvier 2005. Il joue aux côtés d'autres artistes tels que D.Daly, Jocelyne Beroard, ou encore Stomy Bugsy. Ce long-métrage montre de manière réaliste les difficultés de la société antillaise.
Depuis 2023, il est le parrain de l'association Palé san pawol akadémi qui propose aux enfants des ateliers ludiques et pédagogiques en langue des signes française (LSF), comme rendre la musique plus accessible aux personnes sourdes ou malentendantes. Ses chansons sont traduites en langue des signes.

## Influences et style artistique
Élevé au son du zouk de Kassav' et du ragga de King Daddy Yod, Admiral T est aussi inspiré par de nombreux artistes de reggae et de bogle jamaïcains : Bob Marley et Peter Tosh pour les roots, Glen Washington, Lucky Dube et Admiral Tibet (en) pour les lovers, Buju Banton, Bounty Killer, Shabba Ranks, et Beenie Man pour le dancehall et enfin Papa San (en) et Lieutenant Stichie pour le fast style. Il est aussi influencé par des musiques comme, le gwo ka, la biguine, la salsa, la musique africaine, le RnB, le hip-hop ou encore la variété française.
Son nom de scène vient de l'anglais admiral comme pour un officier général de la marine, les grades militaires faisant fureur chez bon nombre de chanteurs reggae-dancehall, et de T pour Christy, son prénom. Cela fait également penser à un jeu de mots avec Almighty qui signifie « tout puissant » en anglais et qui fait référence à Dieu, sa source d'inspiration. Il a influencé à son tour de nombreux artistes à l'instar de Krys et Saïk. Admiral T est reconnu pour sa rapidité au micro et ses performances énergiques sur scène, il s'illustre dans l'underground avant de s'ouvrir à d'autres musiques caribéennes. Il a ainsi réussi à concilier le dancehall au traditionnel gwo ka donnant le style Kako à travers lequel il exprime son identité créole. Il se décrit lui-même comme un chanteur de righteousness, ce qui consiste à parler de choses conscientes avec des paroles sensées.

## Hommages
En 2013, une école primaire de la ville des Abymes prend le nom « Christy Campbell », dans le quartier Boissard dont est issu Admiral T.

## Vie privée
Admiral T est en couple depuis 2001 et marié à Jessica Campbell depuis le 9 juillet 2005, qui est aussi son manager et la directrice générale de WOK LINE. Ils ont eu des jumeaux nés le 30 mars 2005, Dylan et Lewis puis une fille, Chelsy, née le 5 mai 2010.

## Polémiques

### Homophobie
L'attribution du Césaire de la Musique à Admiral T est l'objet d'une polémique. Il est attaqué pour les paroles homophobes qu'il a tenu en 2002 dans l'une de ses chansons, intitulée Batty Boy Dead Now. Ce morceau écrit dans l'univers dancehall disait entre autres « brûler les pédés » en créole. Les associations LGBT caribéennes concernées reçoivent l'appui de membres du Parti socialiste et des Verts. Elles critiquent le chanteur via Internet et en s'adressant à ses partenaires. Une médiation échoue entre l'artiste et Louis-Georges Tin, président d'An Nou Allé. Admiral T fait tout de même ses excuses et dit être opposé à l'homophobie malgré ses convictions. Il adresse d'ailleurs un message de tolérance devant plus de 6 000 spectateurs lors de son concert au Zénith de Paris le 8 décembre 2006. Il interprète ensuite sa chanson Lanmou Épi Respè qui signifie "l'amour et le respect" en créole.

## Affaires judiciaires

### Garde à vue pour violences aggravées
Dans la nuit du 13 au 14 novembre 2014, Admiral T et Kalash sont placés en garde à vue pour violences aggravées. Il leur est reproché d'avoir agressé trois policiers, manifestement en état d'ivresse. Les deux chanteurs contestent cette version et affirment avoir été victimes de violence policière. Le 15 novembre, ils sont libérés et placés sous contrôle judiciaire. Leur dossier est renvoyé en instruction. Ils reçoivent les soutiens d'Elie Domota, leader du LKP, secrétaire général de l'UGTG et de Jean-Michel Martial, vice-président du  CReFOM. Admiral T sera jugé pour les motifs suivants : ivresse manifeste, coups de pied, coups de poing, projection au sol, violences sur un fonctionnaire de police, giffles, radio et lunettes arrachées, outrage à une fonctionnaire de police.

## Discographie

### Singles
- 2002 : Gwadada
- 2003 : Rev an mwen
- 2004 : Dancehall X-Plosion (participation de Pearl)
- 2006 : Les mains en L'air (participation de Diam's)
- 2007 : Fos a Péyi la (participation de Kassav')
- 2007 : Ti moun ghetto
- 2010 : Viser La Victoire (participation de La Fouine et Médine)
- 2010 : Hands Up (participation de Busy Signal)
- 2012 : Gangsta
- 2013 : Fanm Fatal
- 2013 : 13bis
- 2014 : Si'w Enmé Mwen
- 2015 : En Ka Fé lé Bay
- 2016 : Pa Gadé (participation de Djanah)
- 2016 : Je serai là
- 2016 : My Queen
- 2016 : Game Over (participation de Djanah)
- 2017 : Mèsi Bondié
- 2018 : Gucci Gang
- 2019 : Ghetto Survivor (participation de Stonebwoy)
- 2020 : Awogan (participation de Drexi)

### Collaborations
- 1998 : 1848 du Karukera Sound System
- 2000 : Special Request du Karukera Sound System
- 2004 : Welcome to Haiti de Wyclef Jean
- 2004 : La fierté des nôtres de Rohff
- 2005 : Caribbean Sessions du Karukera Sound System
- 2005 : Ma vision de Saël
- 2005 : Émancipé de Vibe
- 2005 : Dans tes rêves de Disiz La Peste
- 2006 : Soné Ka-La de Jacques Schwarz-Bart
- 2007 : Face à la réalité de Saïk
- 2007 : Show Dem Non Stop de Rafya & Kenzy
- 2007 : Mista Dal de D.Daly
- 2008 : Sweety Gyal de Wyckyd J
- 2008 : Les liens sacrés des Nèg'Marrons
- 2008 : In Transit de Ziggi
- 2009 : Réel de Kery James
- 2011 : La Fouine vs Laouni de La Fouine
- 2011 : Atypique de X-Man
- 2011 : Oh Yeah de DJ Mike One
- 2011 : Elle d'Obed
- 2011 : Viens Wayner de DJ Mike One
- 2012 : Viens Wayner 2 de DJ Mike One
- 2012 : Viens Wayner 2.1.0 de DJ Mike One
- 2012 : Ma reine de Axel Tony
- 2012 : Top Ten Remix (Admiral T, Kalash et Riddla)
- 2013 : Vibes Cyah Done Remix de Machel Montano
- 2013 : Lotus Love de Rachelle Allison
- 2013 : Anvi viv (Remix) de Zacky Joans
- 2013 : Arété Sa de Admiral T, DJ Fano et Mass Moul Massif
- 2013 : Sound System (de Kalash)
- 2013 : Tous Avec Les Filles (avec Moussier Tombola, Myriam Abel, Perle Lama)
- 2013 :  Viv ansanm  (de Admiral T feat. Misié Sadik)
- 2013 : Gotham City (de DJ Fly)
- 2013 : Fo nou Kozé (de Methi's et Admiral T)
- 2013 : Boujé  (de Jperry feat. Admiral T)
- 2014 : Après le Mariage (de Carimi feat. Admiral T)
- 2014 : Organ Donor (Remix) de (Laza Morgan feat. Admiral T)
- 2014 : Mama's Love de (Admiral T feat. Americ)
- 2015 : Tchou pou tèt de (Lieutenant feat. Kalash & Admiral T)
- 2016 : Bad Like We de (Kalash feat. Admiral T)
- 2018 : Bay Lanmen de (Misié Sadik feat. Admiral T)
- 2019 : Lapenn de (Admiral T feat. Misié Sadik & D.Daly)

### Mixtapes
- 2002 : Mek It Happen
- 2002 : Killa Session
- 2004 : Ti Moun Ghetto
- 2005 : Determiné Dèpi Piti
- 2006 : Flagada Smokey
- 2006 : Dancehall Festival
- 2006 : Good To Mixx vol.2
- 2006 : Frenezy Riddim
- 2006 : The Big Champion
- 2007 : Reyel Champion Soti Gwada
- 2007 : Ti Moun Ghetto 2
- 2007 : The King of the Dancefloor
- 2013 : Ti Moun Ghetto 3
- 2016 : Ti Moun Ghetto 4

### Compilations
- 2002 : Ragga Kolor
- 2002 : Dancehall Clash Vol. 1
- 2003 : Ragga Dancehall no 1
- 2004 : Groovin Attitude
- 2004 : Ragga Masters
- 2004 : Génération Rap RnB vol. 2
- 2005 : Exclusif Admiral T
- 2005 : Ninety Seven K-Ribbean
- 2005 : Unis-Sons
- 2006 : Reggae Bashement
- 2006 : Total Reggaeton 2
- 2007 : Generation Dancehall
- 2007 : Rap & RnB Non Stop
- 2007 : Coupé Décalé Mania
- 2008 : BexXx Cluzif
- 2008 : Too Much Gangsta
- 2008 : Mesrine
- 2008 : Don's Collector Saison 3
- 2008 : Soprano Riddim
- 2008 : Suntracks Session
- 2009 : Good Times
- 2009 : LKP Atitud Mix
- 2009 : Arawakonnexxion
- 2009 : Dub n Ka
- 2010 : Livraison Reggae
- 2013 : Don's Collector 4

## Filmographie

### Films
- 2005 : Nèg Maron, de Jean-Claude Barny
- 2008 : Le Mur du Silence, de Jean-Claude Flamand Barny
- 2019 : All Inclusive, de Fabien Onteniente

### Concerts
- Le Grand Méchant Zouk (2006)
- La Nuit de l'outre mer 1re édition (2011)
- La Nuit de l'outre mer 2e édition (2012)
- La Nuit de la Guadeloupe 1re édition (2012)
- Admiral T Concert Live Intégral(Vox) à Toulon (2013)
- Drepraction (2013)
- 14e édition Terre de Blues (2013)
- Admiral T Concert Live à Lakaza (Birthday Tour) (2013)
- Festival des cultures urbaines concert Admiral T à St-Laurent (2013)
- Concert au Zenith de Paris de Carimi, en guest Admiral T (Prestation de leur duo) (2014)
- Troisième concert au Zenith de Paris, le 5 avril 2015 (solo 2015)

### Reportages
- Making of Toucher l'horizon (2006)
- Dancehall Story (2008)
- Rencontre avec Admiral T (2009) Thalassa

### Clips
- Rapide (1998)
- Pas Comme Les Autres, featuring Saël (2000)
- Rendez-Vous, featuring Curtis (2000)
- Youth Attack, featuring Curtis (2001)
- So Strong, Savage Riddim (2002)
- Otantik, Hum Riddim (2002)
- Le Bien Et Le Mal, featuring Tiwony & Curtis (2002)
- Gwadada (2002)
- Lov, featuring Little Espion (2003)
- Rèv An Mwen (2003)
- Move Together, featuring Square One (2003)
- Dancehall X-Plosion, featuring Pearl (2004)
- Ok, featuring Saïk (2004)
- Mets Nous A L'Aise, featuring Saël (2005)
- Douvan Nou Kay, featuring Dominik Coco (2005)
- Lanmou Épi Respè (2006)
- Les Mains En L'air featuring Diam's
- Pé La, featuring Jacques Schwarz-Bart (2006)
- Lè Ou Sé Star, (2007)
- Fos A Péyi La, featuring Kassav' (2007)
- Ti Moun Ghetto (2007)
- Too Much Gangsta (2008)
- Difé Kako Suntrack Session Riddim (2009)
- Viser la victoire, featuring La Fouine et Médine (2010)
- Gladiator, featuring Lieutenant et Young Chang MC (2010)
- Hands Up, featuring Busy Signal (2010)
- Bafana Bafana remix La Fouine featuring Admiral T, Canardo, Nessbeal, Seth Gueko et Soprano (2011)
- Bay Love, featuring Fanny J (2011)
- Ho Yeah, Dj Mike One featuring Admiral T & Duo 2 Choc (2011)
- Fanm fatal(2013)
- Arété Sa, featuring DJ Fano et Mass Moul Massif (2013)
- Sound System, featuring Kalash et Tairo (2013)
- 13bis, featuring DJ Dan (2013)
- Boujé, featuring Admiral T (2013)
- Organ Donor, featuring Laza Morgan & Admiral T (2014)
- Music Is Love (2014)
- Zombie (2014)
- Pani Konfyans (2015)

## Nominations et récompenses
| Année | Récompense               | Catégorie                           | Résultat |
| ----- | ------------------------ | ----------------------------------- | -------- |
| 2005  | Prix SACEM Guadeloupe    | Meilleur album                      | Remporté |
| 2005  | Prix SACEM Guadeloupe    | Prix compositeur                    | Nommé    |
| 2005  | Prix SACEM Guadeloupe    | Meilleur interprète masculin        | Nommé    |
| 2005  | Prix SACEM Guadeloupe    | Prix musique urbaine                | Nommé    |
| 2006  | Césaire de la musique    | Artiste révélation de l'année       | Remporté |
| 2007  | Prix SACEM Guadeloupe    | Meilleur interprète masculin        | Remporté |
| 2007  | Prix SACEM Guadeloupe    | Meilleur auteur                     | Nommé    |
| 2007  | Prix SACEM Guadeloupe    | Prix musique urbaine                | Nommé    |
| 2007  | Prix SACEM Guadeloupe    | Meilleur album                      | Nommé    |
| 2007  | Skyrock Music Awards     | Meilleur artiste métissé de l'année | Remporté |
| 2008  | L'année du hip-hop       | Meilleur artiste ragga-dancehall    | Remporté |
| 2014  | Indies Live Music Awards | Meilleur ambassadeur                | Remporté |
| 2016  | Hit Lokal Awards         | Reggae                              | Remporté |
| 2017  | Hit Lokal Awards         | Trophée d'honneur                   | Remporté |
| 2017  | Hit Lokal Awards         | Reggae                              | Remporté |
| 2017  | Hit Lokal Awards         | Collaboration dancehall             | Remporté |
| 2018  | Hit Lokal Awards         | Album                               | Remporté |